# Insalde e Porreiras
Insalde e Porreiras (llamada oficialmente União das Freguesias de Insalde e Porreiras) es una freguesia portuguesa del municipio de Paredes de Coura, distrito de Viana do Castelo.

## Historia
Fue creada el 28 de enero de 2013 en aplicación de una resolución de la Asamblea de la República de Portugal promulgada el 16 de enero de 2013 con la unión de las freguesias de Insalde y Porreiras, pasando su sede a estar situada en la antigua freguesia de Insalde.

## Demografía
| Gráfica de evolución demográfica de Insalde e Porreiras entre 2011 y 2021 |
|                                                                           |
| Datos según el nomenclátor publicado por el INE portugués.                |